# 러시아 우주 연구소
러시아 우주 연구소(러시아어: Институт космических исследований Российской академии наук)는 1965년에 설립되었다. 러시아 모스크바에 위치하고 있다.